# Carmichael (cráter)

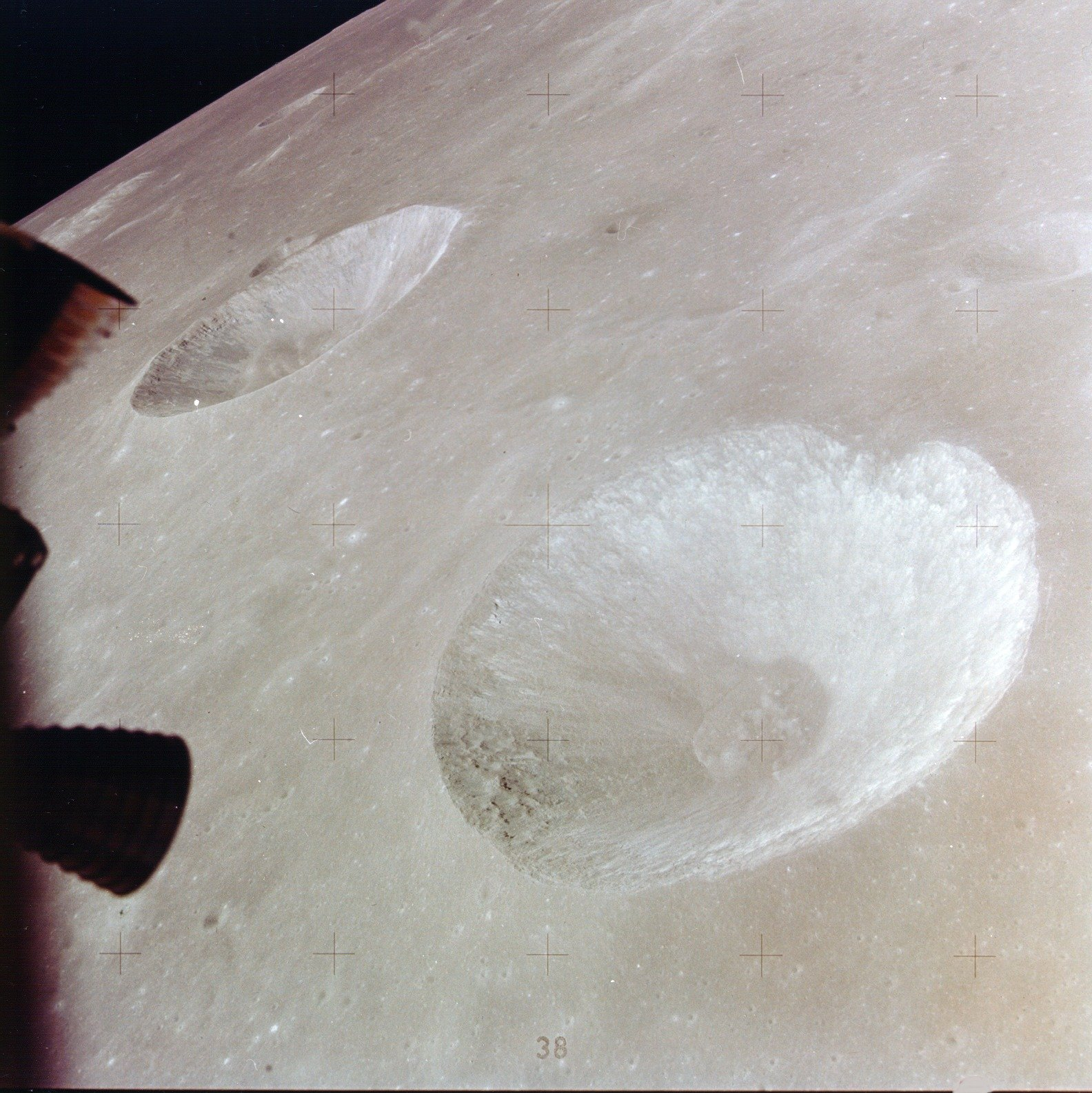
Cráteres Carmichael (parte superior izquierda) y Hill. Fotografía de la misión Apolo 15

'
Carmichael' es un cráter de impacto que se encuentra situado a lo largo del borde oriental del Sinus Amoris, en el cuadrante noreste de la cara visible de la Luna. Dentro de un par de diámetros del cráter se encuentra al sur-suroeste el  cráter Hill, más pequeño. Más hacia el este-noreste aparece el destacado cráter Macrobius. Carmichael fue designado Macrobius A antes de recibir su nombre actual por la UAI.
|  |

Carmichael es generalmente circular, con una pequeña plataforma en el centro de las paredes interiores inclinadas. Hay una baja altura de talud a lo largo de la pared interior del sureste. El cráter está libre de impactos notables a lo largo del borde o el interior, aunque una pequeña marca de cráter está situada en el mar lunar justo fuera del brocal hacia el sursudoeste.